# Spiniraja
Spiniraja is een geslacht uit de familie Rajidae, orde Rajiformes.

## Soortenlijst
- Spiniraja whitleyi (Iredale, 1938)